# Буковые
Бу́ковые (лат. Fagáceae) — семейство однодомных растений, включающее в себя 1 142 вида деревьев, реже кустарников, разбитых на 8 родов согласно системе классификации APG IV. Наиболее известными родами этих растений являются дуб, каштан и бук.

## Общая характеристика семейства
Листья очерёдные, иногда мутовчатые, простые, на черешках, с опадающими прилистниками.
Мужской цветок состоит из четырёх—семи лопастных околоцветников и четырёх—сорока выступающих тычинок, которые обычно собраны в свисающие серёжки. Женские цветки одиночные или собраны в небольшое листьевидное соцветие, состоят из четырёх—шести лопастных околоцветников, часто окружённые рядом прицветничков, содержащих оболочку. Один сложный пестик, состоящий из трёх—шести плодолистиков, содержит в себе нижнюю завязь с тремя—шестью гнёздами и двумя базальными или почти базальными семязачатками в каждом гнезде.
Формула цветка: {\displaystyle \ast P_{(3+3)}\;A_{12-6}\;G_{0}}; {\displaystyle \ast P_{(3+3)}\;A_{0}\;G_{({\overline {3}})}}
Плод — жёлудь или орех, как правило, с одним семенем, помещённый в деревянистую плюску, полученную из обвёртки.

## Ботаническая классификация
По современной классификации (данные сайта WFOPL по состоянию на декабрь 2023 года) семейство Буковые насчитывает 8 родов и 1 142 ботанических вида.

### Роды
- Каштан (Castanea) — девять видов; умеренный пояс северной и восточной Азии; Юго-Западная Азия; Юго-Восточная Европа; восточная Северная Америка.
- Кастанопсис (Castanopsis) — около 150 видов, Юго-Восточная Азия.
- Хризолепис (Chrysolepis)) — два вида, запад США.
- Бук (Fagus) — тринадцать видов; умеренный пояс северной и восточной Азии, Юго-Западная Азия, Европа, восточная Северная Америка.
- Камнеплодник (Lithocarpus) — около 340 видов. Кроме одного, все виды из субтропической и тропической Азии.
- Notholithocarpus — единственный вид Notholithocarpus densiflorus (уст. синоним Lithocarpus densiflorus) из западной Северной Америки.
- Дуб (Quercus) — более 630 видов; широко распространены в Северном полушарии. Несколько видов пересекают экватор в Индонезии и Южной Америке.
- Тригонобаланус (Trigonobalanus) — три вида, Юго-Восточная Азия.

В более ранних классификациях в состав семейства также включались
- Нотофагус (Nothofagus), входящий в настоящее время в отдельное семейство Нотофаговые (Nothofagaceae)
- Коломбобаланус (Colombobalanus)) — один вид Colombobalanus excelsa с севера Южной Африки, по современной классификации причисляемый к роду Тригонобаланус (Trigonobalanus).
- Циклобаланопсис (Cyclobalanopsis) — около 150 видов этого рода включены в род Дуб (Quercus)
- Форманодендрон (Formanodendron) — один вид Formanodendron doichangensis в Юго-Восточной Азии, по современной классификации причисляемый к роду Тригонобаланус (Trigonobalanus)

Вымерший род
- † Дриофиллум (Dryophyllum) («каштанодуб») — ископаемый род из верхнемеловых и раннекайнозойских отложений Северного полушария, гипотетический общий предок дубов и буков. Описано не менее десяти видов.

## Хозяйственное значение и применение
Растения семейства богаты дубильными веществами, имеют важное хозяйственное значение как источник древесины.